# 55873 Сіомідаке
55873 Сіомідаке (55873 Shiomidake) — астероїд головного поясу, відкритий 26 жовтня 1997 року.
Тіссеранів параметр щодо Юпітера — 3,390.
Названо на честь Сіомідаке (яп. しおみだけ(塩見岳) сіомідаке).